# Haraflogen
Haraflogen är en mindre mosse, tidigare sjö i Tidaholms kommun i Västergötland och ingår i Göta älvs huvudavrinningsområde.